# Palatul Bohuș din Arad
Palatul Bohuș este o clădire impunătoare aflată în municipiul Arad. A fost construită de către arhitectul Ludovic Szantay în anul 1913 în stil secession geometric. Clădirea, cu un aspect exterior sobru, este bogat ornamentată în interior; în realizarea sa a fost folosit pentru prima dată in Arad, la planșee, betonul armat. La inaugurare, clădirea a fost prevăzută cu lifturi care au funcționat până în anii recenți.

## Descriere
Clădirea a fost ridicată dupa planurile lui Lajos Szantay la comanda baronului Bohuș, în locul unei alte construcții de două niveluri, casa Bohuș, care se afla numai într-o parte a terenului. Clădirea are patru niveluri, cu planul în formă de u și curte interioară s-a construit pe un teren delimitat de strada principală (Revolutiei) și de străzile Vasile Goldiș și Românului. Cea mai lungă aripă a clădirii are fațada la strada Goldiș. Acoperișul relativ scund, abia se zărește în spatele frontoanelor fațadei. 